# Quadrângulo de Mare Tyrrhenum

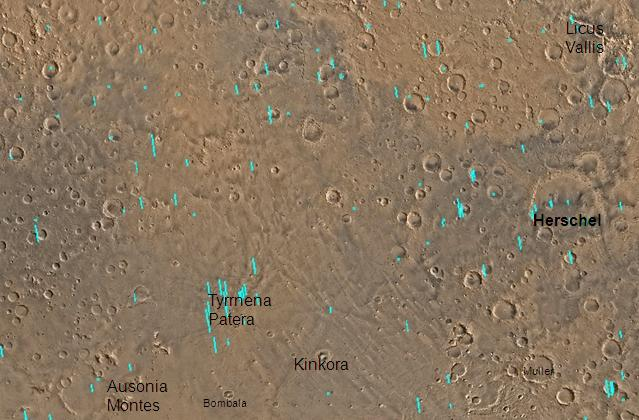
Mapa do quadrângulo de Mare Tyrrhenum com as principais formações indicadas. Tyrrhena Patera é um vulcão proeminente na região.

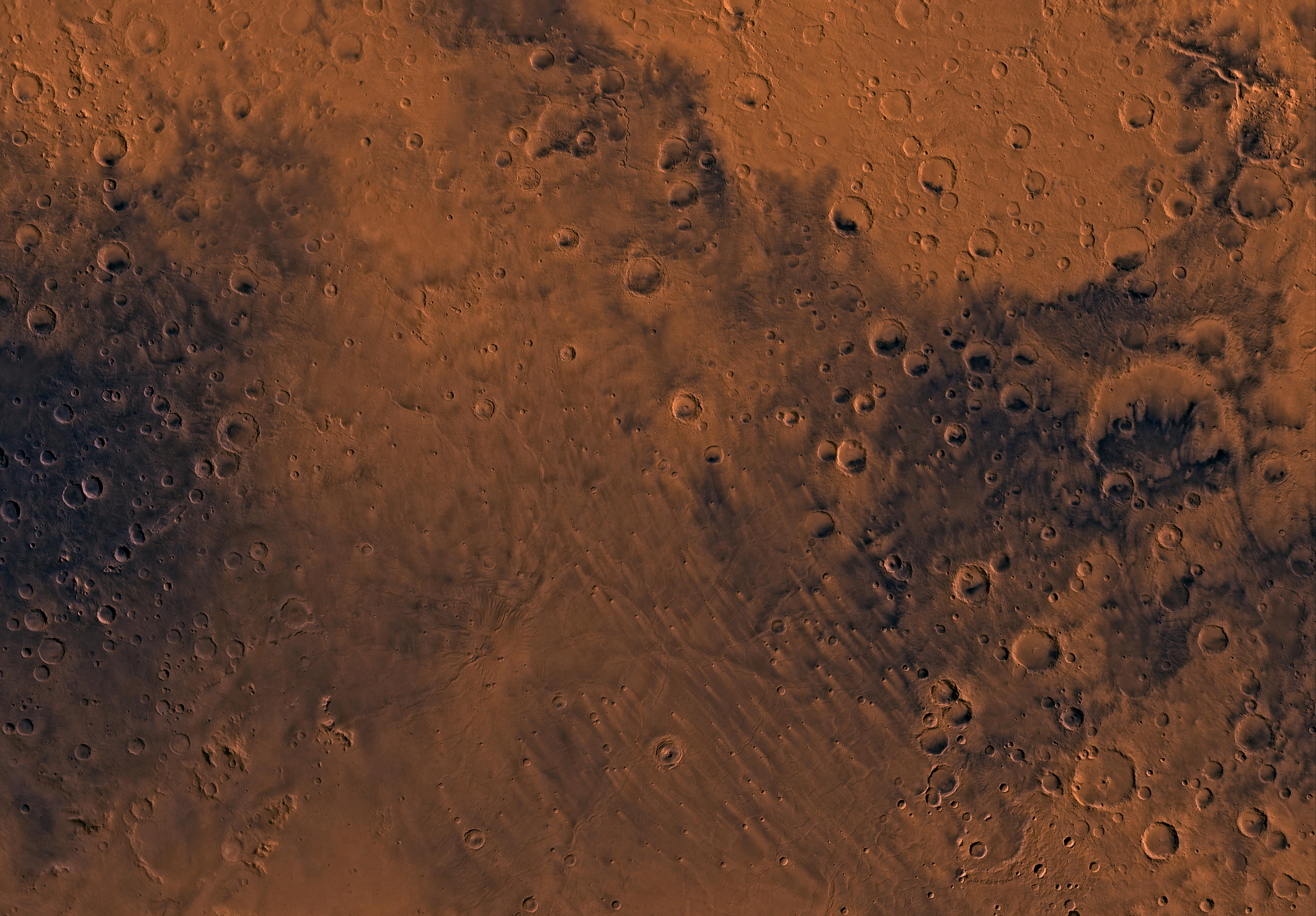
Imagem do quadrilátero Mare Tyrrhenum (MC-22). A maior parte da região contém terras altas com muitas crateras. A parte central contém Tyrrhena Patera e as planícies onduladas associadas de Hesperia Planum.

O quadrângulo de Mare Tyrrhenum é um de uma série de 30 quadrângulos em Marte estabelecidos pelo Programa de Pesquisa de Astrogeologia do Serviço Geológico dos Estados Unidos (USGS em inglês).Também pode-se referir ao quadrângulo de Mare Tyrrhenum como MC-22 (Mars Chart-22).
O quadrângulo de Mare Tyrrhenum cobre uma área que vai de 225° a 270° longitude oeste a de 0° e 30° latitude sul em Marte. Schiaparelli nomeou esta região em referência ao Mar Tirreno, que se situa entre a Itália e a Sicília. Esta região foi posteriormente renomeada Mare Tyrrhena após imagens de sondas espaciais terem revelado que se trata de uma planície antiga e impactada por crateras ao invés de um mar. Esta região abriga o grande vulcão Tyrrhena Patera, um dos mais antigos, e provavelmente mais complexos vulcões em Marte. A maior cratera de Mare Tyrrhenum é a cratera Herschel.  Licus Vallis e Ausonia Montes são outras formações geológicas proeminentes na região.

## Fossae em Marte
Grandes fraturas (depressões extensas e estreitas) são chamadas fossae na linguagem geográfica utilizada para Marte. Essas fraturas se formam quando a crosta é esticada até seu rompimento numa rachadura. Esse estiramento pode ser devido ao peso excessivo de um vulcão próximo. Fossae/crateras de buracos são comuns próximos a vulcões no complexo vulcânico de Tharsis e Elysium. Uma fossa muitas vezes possui duas quebras com a sessão intermediária se movendo para baixo, deixando escarpas íngremes nos lados; uma fenda deste tipo é denominada um graben.  Crateras de buraco não possuem bordas ou ejecta ao redor, tal como crateras de impacto. Estudos tem mostrado que em Marte uma falha pode ter uma profundidade de até 5 km. Além do mais, a rachadura ou falha às vezes se alarga ou dilata. O alargamento ocasiona a formação de um grande volume de espaço vazio. Quando material desliza para dentro da fenda, uma cratera de buraco ou cadeia de crateras de buraco se forma. Em Marte, crateras de buraco individuais muitas vezes mergem formando cadeias ou até mesmo formando sulcos muitas vezes fracionados. Outras idéias tem sido propostas para explicar a formação de fossae e crateras de buraco. Há evidencias de que estes estejam associadas a diques de magma. O magma pode se mover através do subterrâneo desfazendo as rochas e, mais importante, derretendo o gelo. A ação resultante poderia ser a abertura de uma rachadura na superfície. Crateras de buraco não são comuns na Terra. Dolinas, formadas onde o chão desaba deixando um buraco (às vezes no meio de uma cidade) lembram crateras de buraco em Marte. No entanto, na Terra esses buracos são causados por rochas arenosas sendo dissolvidas causando como consequência um buraco no solo.
Conhecimento dessas localizações e mecanismos de formação de crateras de buraco e fossae são importantes para a futura colonização de Marte pois estes locais podem conter reservatórios de água.

## Algumas formações do quadrângulo de Mare Tyrrhenum

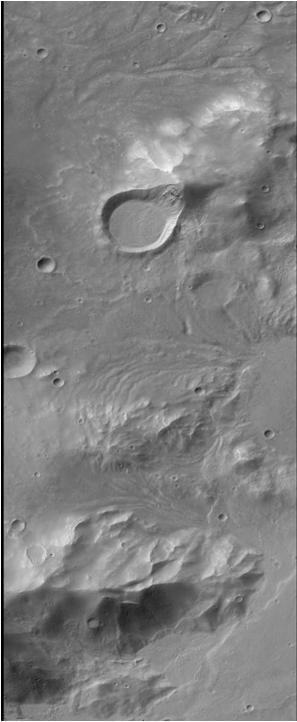
Ausonia Montes em Mare Tyrrhenum, visto pela CTX.